# Dennis Lota
Dennis Lota (* 8. November 1973 in Kitwe; † 4. Februar 2014 in Johannesburg, Südafrika) war ein sambischer Fußballspieler. Mit der sambischen Nationalmannschaft nahm der Stürmer mehrmals an Afrikameisterschaften teil.

## Sportlicher Werdegang
Lota spielte nach seinem Erstligadebüt für Zanaco FC ab 1991 für den Nchanga Rangers FC in der Zambian Premier League. Anschließend spielte er noch für die Kabwe Warriors und die Konkola Blades in Sambia, ehe er 1996 nach Südafrika wechselte und für die Witbank Aces auflief. Nach einer Saison wechselte er nach Europa zum Schweizer Klub FC Sion und kehrte nach 14 Saisontoren in 21 Spielen wieder nach Südafrika zurück. Zwischen 1998 und 2002 spielte er für die Orlando Pirates. In der Spielzeit 1999/2000 war er Torschützenkönig der Premier Soccer League. Es folgten kurze Engagements in Tunesien bei Espérance Tunis und in Südafrika bei Dangerous Darkies Nelspruit. Ab 2004 war er zwei Spielzeiten bei den Moroka Swallows unter Vertrag, danach jeweils eine Spielzeit beim FC AK und AmaZulu Durban. Von dort wurde er zurück zum Zweitligisten Mpumalanga Black Aces nach Witbank transferiert, bei dem er 2009 seine aktive Laufbahn beendete.
1995 debütierte Lota in der sambischen Nationalmannschaft. Mit drei Turniertoren trug er bei der Afrikameisterschaft 1996 als zweitbester teaminterner Torschütze hinter Kalusha Bwalya zum dritten Platz bei. Auch bei den drei folgenden Endrundenturnieren gehörte er zur Stammmannschaft und bestritt jeweils alle Spiele, die Mannschaft kam jedoch nicht mehr über die Gruppenphase hinaus. 
Später arbeitete Lota als Trainerassistent bei den Moroka Swallows. Er stand in Diensten des Klubs, als er im Februar 2014 vermutlich an einer Malariaerkrankung starb.